# Boris Sjaposjnikov
Boris Mikhajlovitj Sjaposjnikov (ru: Бори́с Миха́йлович Ша́пошников) (2. oktober 1882 – 26. marts 1945) var en sovjetisk officer, som blev født i Slatoust nær Tjeljabinsk i Ural. Han gik ind i den russiske hær i 1901 og fik eksamen fra generalstabsakademiet i 1910. Under 1. Verdenskrig blev han forfremmet til oberst i de Kaukasiske grenaderers division. I 1917 støttede han den russiske revolution, hvilket var usædvanligt for en mand med hans rang, og i 1918 sluttede han sig til den Røde Hær.
Sjaposjnikov var en af de få ledere i den Røde Hær, som havde en egentlig militær uddannelse, og i 1921 kom han til hærens generalstab, hvor han gjorde tjeneste indtil 1925, hvor han blev udpeget til kommandør over militærregionen Leningrad. Fra 1928 til 1932 havde han kommandoen over militærregionen Moskva og derefter militærrregionen Privolsjsk. I 1932 blev han udnævnt til leder af den Røde Hærs Frunse militærakademi, og i 1935 vendte han tilbage som kommandant for militærregionen i Leningrad. I 1937 blev han udnævnt til chef for generalstaben efter Mikhail Tukhatjevskij, der blev offer for Stalin's store udrensning i den Røde Hær. I 1940 blev han udnævnt til marskal af Sovjetunionen. 
Trods sin baggrund som officer i zarens hær, vandt Sjaposjnikov Stalins respekt og tillid. Ironisk nok kan hans status som professionel soldat (han gik ikke ind i kommunistpartiet før i 1930) have hjulpet ham til at undgå Stalins mistro. Prisen han betalte for at overleve under udrensningerne var medvirken ved Tukhatjevskijs og mange andre kollegers fald. 
Stalins beundring var mest tydelig ved, at han altid havde et eksemplar af Sjaposjnikovs vigtigste værk Mosg Armii (Мозг армии, "Hærens hjerne") (1929), på sit skrivebord. 
Heldigvis for Sovjetunionen var Sjaposjnikov en dygtig militær begavelse og en dygtig administrator. Han kombinerede disse talenter med sin stilling som Stalins fortrolige til at genopbygge den Røde Hærs ledelse efter udrensningerne. Mosg Armii var i årtier pligtlæsning for enhver sovjetisk officer. I 1939 tiltrådte Stalin hans plan for en hurtig opbygning af den Røde Hærs styrke. Selv om planen ikke var fuldt implementeret inden den tyske invasion i juni 1941, var man nået så langt, at Sovjetunionen kunne reddes fra en fuldstændig katastrofe. 
Sjaposjnikov tog sin afsked som chef for generalstaben i august 1940. Officielt skete det på grund af dårligt helbred, men rent faktisk skyldtes det Stalins utilfredshed med resultaterne i Vinterkrigen. Efter det tyske angreb blev han genindsat som chef for generalstaben – indtil november 1942 – og blev også viceforsvarsminister, en post han beholdt, indtil hans karriere blev afbrudt af dårligt helbred i 1943. Han havde stillingen som kommandant over Vorosjilov Militærakademiet indtil sin død i 1945.